# Yonaguni-formationen
Yonaguni-formationen eller Yonaguni-monumentet er en massiv klippeformation ud for kysten af Yonaguni, den sydligste del af Ryukyu Islands, i Japan. Der er en debat, om stedets klippeformation er fuldstændig naturlig, er et naturligt sted, som er blevet modificeret eller er en menneskelavet artefakt.

## Beskrivelse
Formationen er rektangulær, cirka 150*40 meter stor og omkring 27 meter høj. Toppen er omkring 5 meter under havoverfladen.

 
Det meste af formationens top består af en kompleks samling terrasser og brede trin, mest rektangulære, afgrænset af næsten lodrette vægge.
Nogle af dens underlige detaljer omfatter:
- To søjler tæt på hinanden, som rejser sig ca. 2,4 m over overfladen.
- "Loop Road" – en 5 meter bred afsats, som går rundt om formationen på tre sider.
- "Totem" – en stensøjle omkring 5 meter høj.
- "Dividing Wall" – en lige væg 10 meter lang.
- "Gosintai" – en enlig sten, som hviler på en lav platform.
- "Turtle" – en lav, stjerneformet platform.
- "Triangle Pool" – en trekantet nedsænkning med to store huller ved dets kanter.
- "Stage" – en L-formet klippe.